# Klimó György

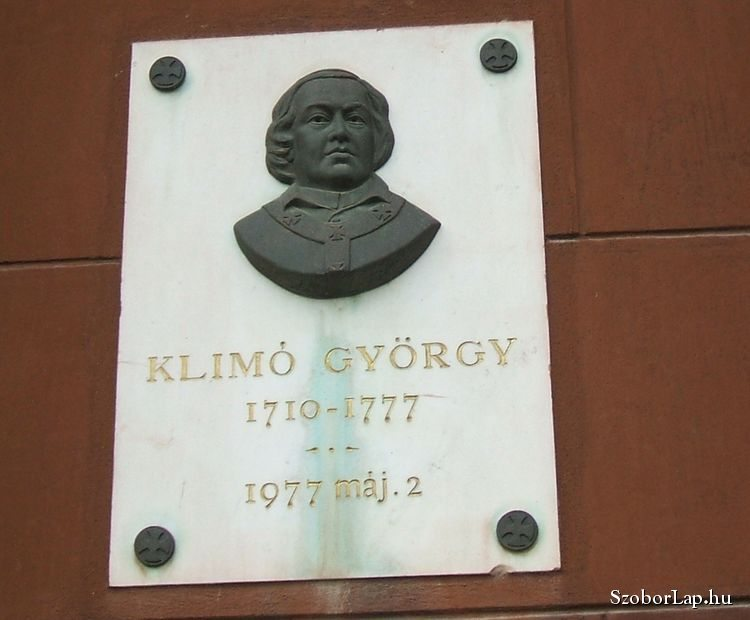
A Klimó Györgynek állított emléktábla, a pécsi Szent István téren

Klimó György (Lopassó, 1710. április 4. – Pécs, 1777. május 2.) római katolikus püspök Pécs városában, a korabeli tudomány és irodalom pártfogója.

## Életrajza
A jobbágyszármazású Nagyszombatban végezte el tanulmányait. 1733-ban szentelték pappá, röviddel utána Klobusiczky kalocsai érsek titkára lett. 1740-ben pozsonyi, 1741-ben esztergomi kanonok és nyitrai főesperes volt, majd 1747-től előadó a kancellárián. 1751-ben Klimót választották pécsi megyés püspöknek. Egy évvel később iktatták be hivatalába. Kérvényezte az érseki pallium viselésének jogát, amit 1755-ben kapott meg. 15 000 kötettel gyarapította a püspöki könyvtárat, sok a magyar történelemre vonatkozó oklevelet szerzett meg, numizmatikai gyűjteményt, csillagvizsgálót létesített a könyvtár mellett. Egyházi rangjából adódóan Tolna és Baranya vármegye örökös főispánja volt, 1775-től pedig Verőce adminisztrátora.

## Klimó Könyvtár
Magyarországon Klimó György tette elsőnek nyilvánossá könyvtárát (1774), amely a mai PTE Egyetemi Könyvtár és Tudásközpont tagja.

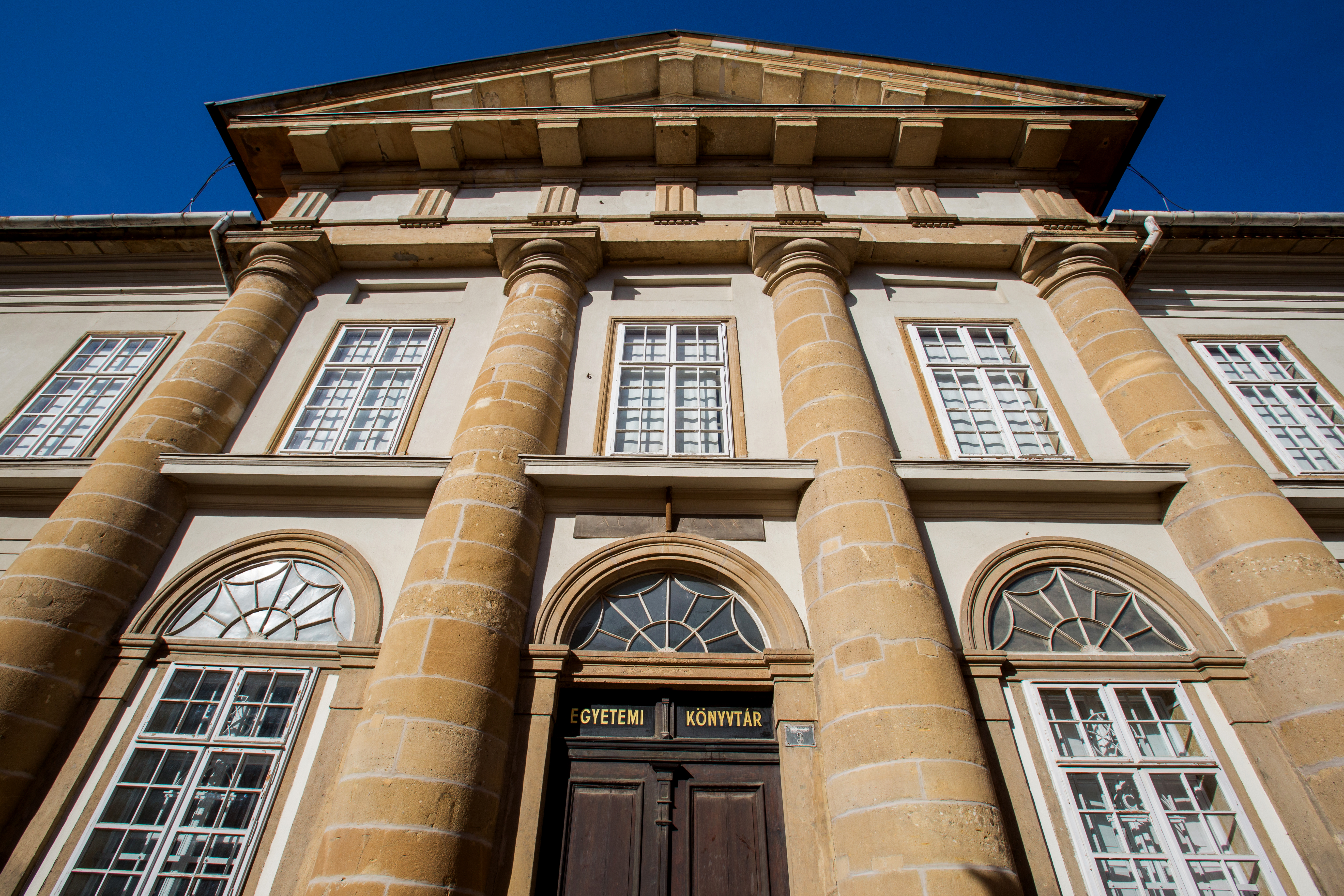
A Klimó Könyvtár homlokzata
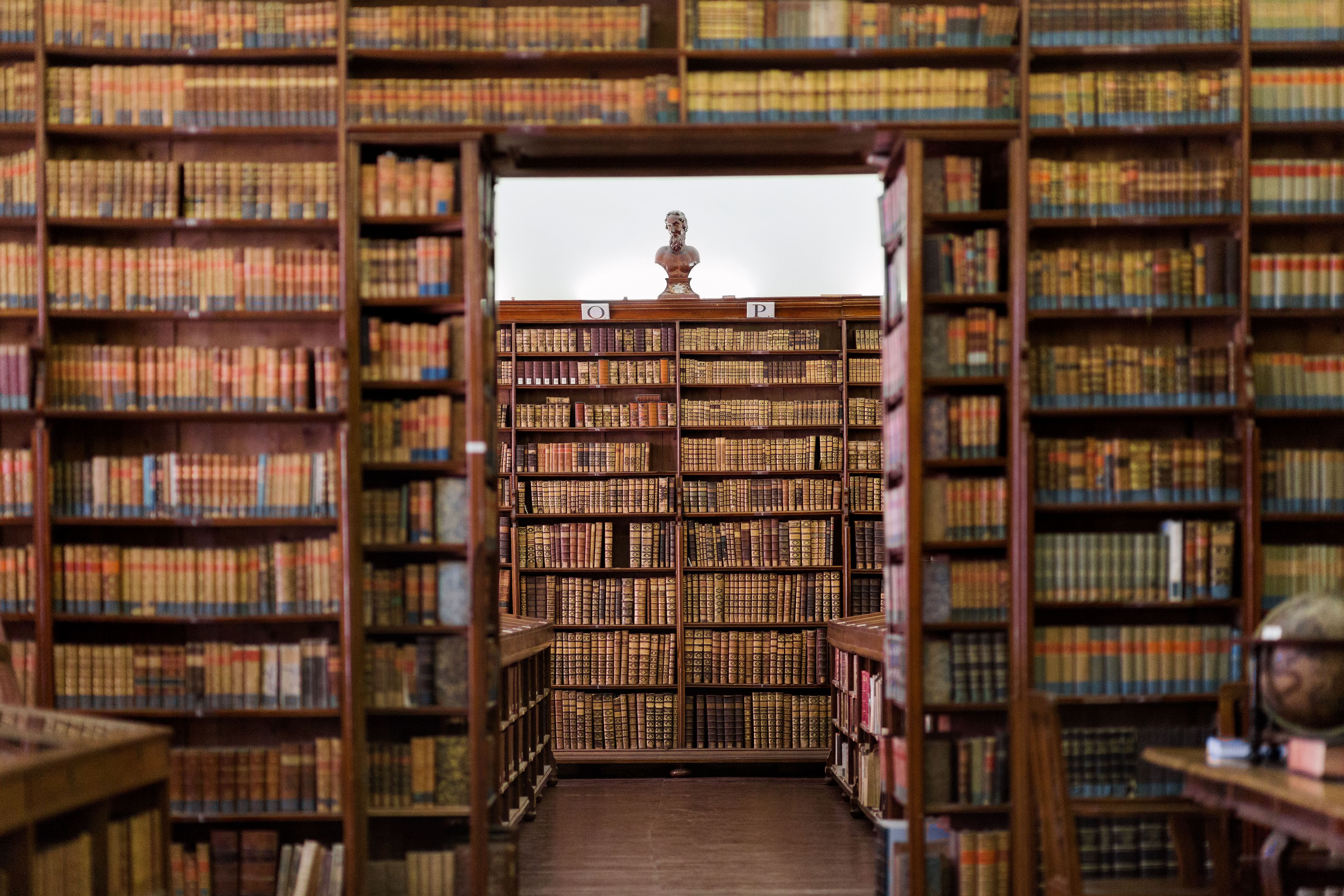
A Klimó Könyvtár olvasótermei

## Az első pécsi nyomda
A Pécs történetét jól ismerő Klimó György lelki szemei előtt egy gazdag kultúrájú, egyetemmel rendelkező város lebegett, s e célra mozgósította rendkívüli energiáját. Az egyházi épületek felújítása, a papírmalom létesítése, a püspöki könyvtár nyilvánossá tétele mind-mind a tervezett egyetem koncepcióját szolgálták. E tervekbe jól illeszkedett a budai nyomdászsegéd, Engel János József nyomdaalapítási kérelme (1773).
A pécsi püspök 1769-ben fordult kérelemmel Mária Teréziához, hogy a török uralom következtében megszűnt „studium generale” pótlására állítson fel Pécsett egyetemet. Az egyetemhez anyagi hátteréül a püspöki és magánnyomdát egyaránt felajánlotta, szellemi hátteréül pedig a gróf Berényi Zsigmond püspök által 1739-ben felállított szemináriumot (papnövelde) jelölte meg. 
(A szemináriumban olyan tudós hittudósok végeztek, mint: Alexovics Vazul (1742–1796), a legjelentősebb pálos szónok, Salagius István (1730–1796), Papanek György (1738–1802), Koller József (1745–1832) történetírók és Virág Benedek (1754–1830) költő.
Felterjesztését ekképpen zárta: „… és végül, mivel egy könyvnyomdára is szükség lesz, ennek felállítását is kérem a királyi kegyből”.
Engel – nyilván Klimó püspök ajánlásának is köszönhetően, 1773. február 5-ei keltezéssel megkapta az uralkodónő aláírásával elnyert nyomdaalapítási engedélyt, s ezzel új fejezet vette kezdetét Pécs kultúrtörténetében. Klimót azonban sajnálatosan korán bekövetkezett halála megakadályozta nagyszabású tervei megvalósításában, azonban így is személyében tisztelhetjük a magyar barokk egyik legszélesebb látókörű, kultúrát támogató és terjesztő egyéniségét.
Klimó György tiszteletére 1977. május 2-án emléktáblát helyeztek el a Mecsek-kapuban, illetve a püspöki lakosztály kapuja mellett, a Pécsi székesegyház közelében.

## Emlékezete
- Pécsett utca viseli a nevét.[1]
- A Pécsi Püspöki Könyvtár az ő nevét használja tiszteletből.